# Anagrus sophiae
Anagrus sophiae är en stekelart som beskrevs av Trjapitzin 1995. Anagrus sophiae ingår i släktet Anagrus och familjen dvärgsteklar. Inga underarter finns listade i Catalogue of Life.